# Tanjungsekar
Tanjungsekar is een bestuurslaag in het regentschap Pati van de provincie Midden-Java, Indonesië. Tanjungsekar telt 1902 inwoners (volkstelling 2010).